# Poeloegoedoe
Poeloegoedoe (ook: Pulugudu en Pori Gudu) is een plaats gelegen in de rivier Tapanahony bij de samenvloeiing met de Marowijne. Het is vernoemd naar de Poeloegoedoevallen en wordt bewoond door Aukaanse marrons. Het ligt in het Tapanahony ressort van Sipaliwini, Suriname.

## Geschiedenis
De Poeloegoedoevallen bevinden zich bij de samenvloeiing van de Tapanahony met de Lawa waarna beide rivieren verder gaan als de Marowijne. De heuvels aan Surinaamse en Franse zijde vormen een grote muur waar de rivier door een nauwe opening van 20 meter doorheen stroomt. Het woord Poeloegoedoe betekent "neemt je rijkdommen af" (vergelijk met het Engels: pull goods).
In 1805 vond er een muiterij plaats van de Redi Musu, het korps Zwarte Jagers dat was opgericht om de marrons te bestrijden. De muitende soldaten verplaatsten zich naar het stamgebied van de Aukaners, en sloten een overeenkomst. Op 3 juni 1806 meldde posthouder Kelderman dat ze zich in Poeloegoedoe hadden gevestigd en kostgronden hadden aangelegd. De locatie was een strategische keuze van de Aukaners om de Tapanahony te beschermen tegen aanvallen van de Aluku. De soldaten werden later opgenomen als een van de lo's (matrilineaire clans) van de Aukaners.

## Overzicht
Poeloegoedoe is een klein dorpje, en heeft geen school of kliniek. Er bevindt zich een goudconcessie bij het dorp.

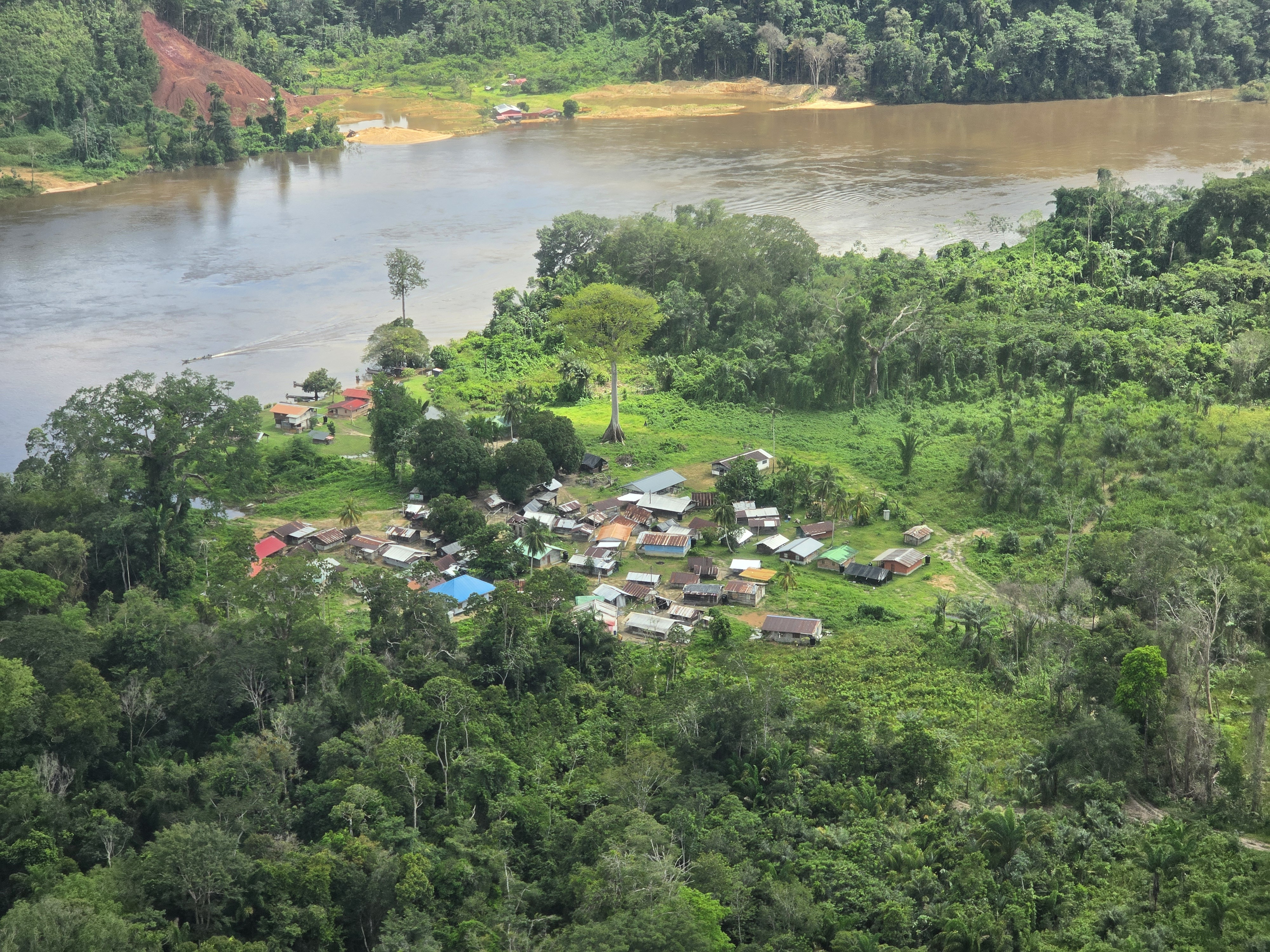
Het dorp in 2025

Affivisiti · Agaigoni · Ajokojokondre · Akani Pata · Aloepi 1 & 2 · Alopi · Antino · Antonio do Brinco · Apetina · Benanoe · Benzdorp · Clementi · Cottica · Draai · Drietabbetje · Gakaba · Godo-olo · Godoro · Granbori · Herminadorp · Intelewa · Kampoe · Kawemhakan · Koemakapan · Kontina · Lensidede · Maboga · Maisa Kampu · Manlobi · Moitaki · Monpoesoe · Nikie · Paloemeu · Peleloe Tepoe · Peruano · Poeketi · Poeloegoedoe · Ronaldo · Sajé · Tjon Tjon · Tutu Kampu · Wanfinga · Wehejok